# Vahan Kurkjian
Vahan M. Kurkjian (Alepo 1863 - Nova Iorque, 1961) foi um autor, historiador, professor e líder comunitário armênio. Em 1904, no Cairo, publicou o jornal armênio Loussaper (A Estrela da Manhã), nas páginas do qual ele e outros intelectuais chamaram o povo armênio para uma união nacional. A ideia finalmente materializou-se na União Geral Benevolente Armênia. Em 1907, imigrou aos Estados Unidos e estudou direito na Universidade de Boston.
Dois anos depois, ainda em Boston, fundou o primeiro capítulo armênio da União Geral Benevolente Armênia. Desde o início, esteve inseparadamente identificado com a organização, servindo como diretor executivo até se aposentar em 1939. Foi contribuidor frequente de artigos para os jornais armênios, e publicou uma série de livros e panfletos, entre os quais o mais lembrado é sua História da Armênia.